# Линейные корабли типа Mars
Линейные корабли типа Mars — два линейных корабля третьего ранга, построенных для Королевского флота сэром Джоном Генсло. Корабли данного типа относились к очень редкому для Королевского флота типу так называемых «больших 74-пушечным кораблей», неся на верхней орудийной палубе 24-фунтовые пушки, в отличие от 18-фунтовых у обычных 74-пушечных. Если «обычных» 74-пушечных кораблей было построено несколько десятков типов, то «больших» для флота было построено всего три типа, причем предыдущий тип,
Valiant, строился на тридцать лет раньше. Оба корабля типа были заказаны 17 января 1788 года и строились на королевских верфях: первый в Дептфорде, второй в Вулвиче.

## Корабли
- HMS Mars

Строитель: королевская верфь в Дептфорде

Заказан: 17 января 1788 года

Заложен: 10 октября 1789 года

Спущён на воду: 25 октября 1794 года

Выведен: разобран, 1823 год

- HMS Centaur

Строитель: королевская верфь в Вулвиче

Заказан: 17 января 1788 года

Заложен: ноябрь 1790 года

Спущён на воду: 14 марта 1797 года

Выведен: разобран, 1819 год